# Desert Vigilante
Desert Vigilante è un film del 1949 diretto da Fred F. Sears.
È un western statunitense ambientato nel 1879 con Charles Starrett, Peggy Stewart e Tristram Coffin. Fa parte della serie di film western della Columbia incentrati sul personaggio di Durango Kid.

## Produzione
Il film, diretto da Fred F. Sears su una sceneggiatura di Earle Snell, fu prodotto da Colbert Clark per la Columbia Pictures e girato nelle Bronson Caves, Bronson Canyon, e nell'Iverson Ranch a Chatsworth, Los Angeles, in California, dal 14 al 22 settembre 1948.

## Distribuzione
Il film fu distribuito negli Stati Uniti dal 9 aprile 1949 al cinema dalla Columbia Pictures. È stato distribuito anche in Brasile con il titolo Vigilantes do Deserto.

## Promozione
Le tagline sono:
- RHYTHM-RIDDLED THRILL ROUND-UP!
- Starrett Keeps Hot Action Blazing To "Smiley's" Top Fun And Tunes.